# Plumatella incrustata
Plumatella incrustata is een mosdiertjessoort uit de familie van de Plumatellidae. De wetenschappelijke naam van de soort is voor het eerst geldig gepubliceerd in 1925 door Abrikosov.